# Vezin (Frankrijk)
Vezin is een plaats in het Franse departement Meurthe-et-Moselle in de gemeente Charency-Vezin. De hoofdplaats ligt ten noorden van de Chiers en Vezin ten zuiden ervan.